# Vápnatak
Vápnatak (del nórdico antiguo: vápn [arma] y taka [tomar]), también þingtak, era una costumbre de los vikingos que consistía es chocar sus armas al finalizar el thing como muestra de aclamación. 
En el Danelaw, el nombre derivó en wapentake y se convirtió en el apelativo de una división administrativa de algunos condados, originariamente York, Lincoln, Leicester, Nottingham, Derby y Rutland. El equivalente anglosajón en otros condados era el hundred.
En Islandia derivó, sin embargo, en la recuperación de las armas al abandonar los plenos como una forma de clausurar el Althing, que se dejaban en el exterior del área donde se celebraba la reunión; un ejemplo se detalla en la Hrafnkels saga freysgoðar. 
La tradición era común a todos los pueblos germánicos. Aparece como þingtak (thingtak) normalizado en el códice de leyes Jónsbók.